# 鳩山郁子
鳩山 郁子（はとやま いくこ、1968年6月11日 - ）は、日本の漫画家。女性。神奈川県出身。

## 経歴
1987年、「もようのある卵」（ガロ10月号）でデビュー。
『寝台鳩舎』 第21回 文化庁メディア芸術祭 審査委員会推薦作品
『羽ばたき Ein Märchen』第24回 文化庁メディア芸術祭 審査委員会推薦作品 

## 単行本リスト
- 『月に開く襟』（青林堂 1991/02)）ISBN 978-4792602048
  - 同上　新装改訂版（青林工藝舎 2001/05）ISBN 978-4883790777
- 『スパングル』（青林堂 1993/11）ISBN 978-4792602369
  - 同上　改訂版（青林工藝舎 2004/08）ISBN 978-4883791651
  - 同上　新装版（復刊ドットコム 2015/4/24）ISBN 978-4835451978
- 『カストラチュラ』（作品社 1995/09）ISBN 978-4878932328
  - 同上　新装改訂版（青林工藝舎 2000/8/1）ISBN 978-4883790647
- 『青い菊』（青林工藝舎 1998/5/1）ISBN 978-4883790029
- 『ミカセ MICASE』（青林工藝舎 2004/08）ISBN 978-4883791644
  - 同上　新装版（復刊ドットコム  2014/8/30）ISBN 978-4835451046
- 『シューメイカー』（青林工藝舎 2005/07）ISBN 978-4883791897
- 『コリンとノルウェイメープル飛行隊』（月兎社 2007/12/10）限定BOX ISBN  978-4990365929
- 『Ruchetta ルケッタ』（月兎社 、 (2008/12/24）限定BOX ISBN  978-4990365943
- 『白い金平糖の島』（月兎社 2009/12/24）限定BOX ISBN  978-4990365974
- 『ダゲレオタイピスト（銀板写真師）』（青林工藝舎 2009/3/1）ISBN 978-4883792801
- 『ゆきしろ、ばらべに』（太田出版 2012/7/3）ISBN 978-4778321680
- 『エルネストの鳩舎』（青林工藝舎 2013/7/16）ISBN 978-4883793860
- 『寝台鳩舎』（太田出版 2016/11/17）ISBN 978-4778322786
- 『羽ばたき Ein Märchen』（ビームコミックス 2020/7/10）ISBN 978-4047361980

## 画集
- 『リテレール』（飛鳥新社、2011/12/1）ISBN 978-4864100687

## 雑誌特集
「アックス」 VOL.94 特集：鳩山郁子（青林工藝舎 2013年8月） ISBN 978-4883793891